# 福建协和神学院
福建协和神学院是曾经存在于中国福建省福州市仓山的一所基督教新教神学院。

## 沿革
1928年，福州美以美会在麦园路的美以美会福州年议会旧址建立道学院，学制4年，招生条件为初中毕业生。
1932年，兴化、延平的两个美以美年议会加入合办，校名变更为福建美以美道学院。
1935年，中华基督教会加入合办，校名变更为福建协和道学院。
1938年，学制改成5年，招生条件仍为初中毕业生。抗日战争中，该校迁往闽北山区，胜利后仍迁回仓山。
1946年福建协和道学院与福建协和大学、华南女子文理学院合作，该校改为大学程度，校名变更为福建协和神学院。
1952年，该校并入金陵协和神学院。

## 历任院长
福建协和神学院院长
1. 杨昌栋（1945年-1948年请假休息）
2. 林光荣（1947年-1952年）（代理）